# Cerkliszki (gmina)
Gmina Cerkliszki (lit. Cirkliškio seniūnija) gmina w rejonie święciańskim okręgu wileńskiego na Litwie.